# Joyas de la Corona Noruega

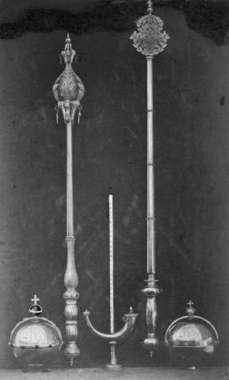
Cetros y orbes del monarca reinante y de su consorte mostrados junto al ungüentario conocido como Cuerno de la unción. Fotografía tomada en 1881.
Cortesía Proyecto DigitaltMuseum.no.

Las joyas noruegas de la Corona, o más ampliamente, las insignias reales (en noruego, riksregaliene o kronregaliene) es el símbolo de la monarquía de Noruega, la forma actual de gobierno en ese país, que ha prevalecido por más de mil años. Son resguardadas actualmente en el Palacio del Arzobispo, en Trondheim.

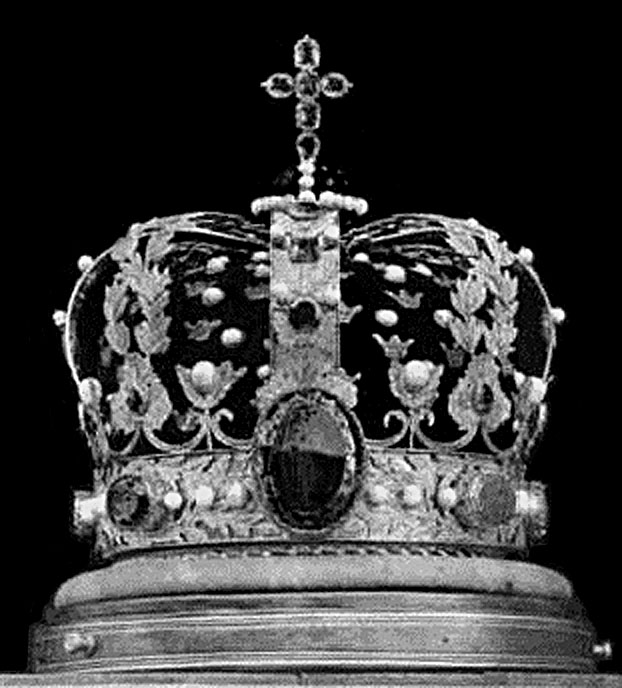
Corona real de Noruega, elaborada en 1818 para Carlos III Juan (Carlos XIV Juan en Suecia). Fotografía tomada en 1881 en el Museo del Pueblo Noruego.
Cortesía Proyecto DigitaltMuseum.no.

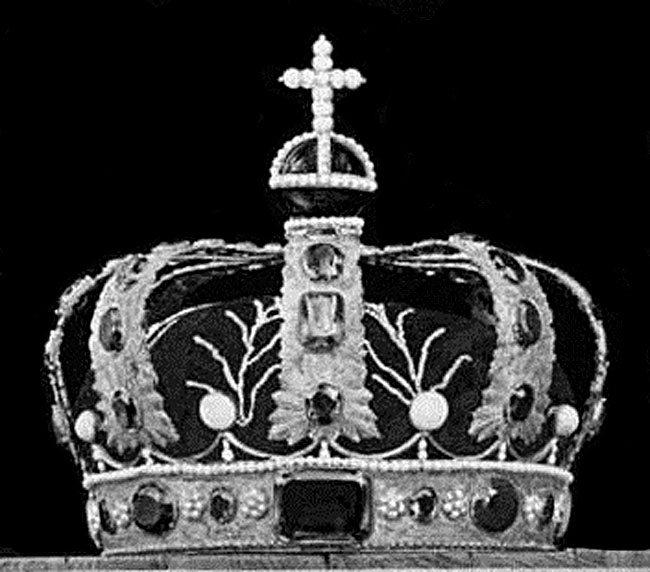
Corona de la reina consorte. Fotografía realizada junto a la anterior.

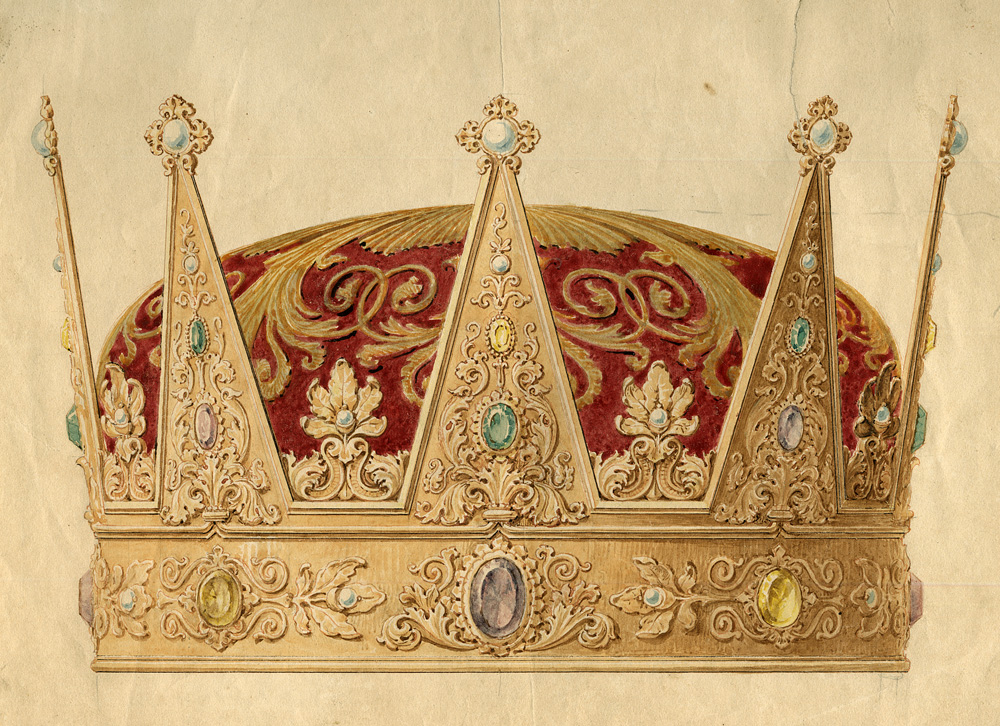
Corona del príncipe heredero. Pintura de Johannes Flintoe.

La colección consiste en la corona del rey, la corona de la reina y la corona del príncipe heredero. También se incluyen el cuerno ungido, la espada real, dos cetros y dos orbes, y otros aditamentos, como un estandarte real y un genuflectorio. Las coronas del rey y la reina, así como el cuerno ungido, son de fabricación sueca.

## Historia
Las primeras joyas reales de Noruega fueron utilizadas por primera vez durante las coronaciones que se celebraban en la Edad Media. Después de la reforma protestante, los reyes de Dinamarca -que lo eran también de Noruega- no fueron nunca coronados en territorio noruego. En el siglo XIX, estando Noruega unida a Suecia, entró en vigor la constitución noruega, el 17 de mayo de 1814, que establecía que el rey de Noruega debía ser coronado en la Catedral de Nidaros, en la ciudad de Trondheim. El gobierno sueco y el rey Carlos Juan aceptaron esa obligación.
Las joyas medievales habían desaparecido mucho tiempo atrás, por lo que el rey Carlos Juan se encargó por sus propios medios de conseguir una nueva corona, la espada real, el cetro y el estandarte real para su coronación en la Catedral de Nidaros el 7 de septiembre de 1818. La fabricación de las joyas fue encomendada a Erik Adolf Zethelius, el propietario de la mayor joyería de Estocolmo. La corona fue elaborada en oro puro y las demás joyas en plata dorada. El príncipe heredero Óscar portó para la ocasión una Corona sueca, de acuerdo a su dignidad. La reina Desideria Clary no fue coronada en Noruega, pese a que sus joyas fueron elaboradas a petición del Storting (parlamento noruego).
Con la llegada al poder de Óscar I, se planeó su coronación en Trondheim para 1846, y el Storting consideró necesaria la fabricación de una corona noruega para el príncipe heredero Carlos. Esta fue elaborada por Herman Colbjørnsen Øyset según un diseño de Johannes Flintoe. Con todo, la coronación se postergó en más de una ocasión y de hecho nunca se consumaría, por la negativa del obispo de Nidaros de coronar a la reina católica Josefina de Leuchtenberg. La corona del príncipe heredero nunca sería utilizada.
Las joyas de la corona encontraron un uso en las coronaciones de los reyes Carlos IV en 1860, Óscar II en 1873 y Haakon VII en 1906. El párrafo de la coronación fue abrogado de la constitución en 1908, y las joyas no tuvieron un uso oficial desde entonces.
En el juramento y bendición del rey Olaf V en 1958, las joyas se colocaron en el altar de la nave de la catedral, lejos del coro, donde tuvo lugar la ceremonia. Al deceso del rey Olaf en 1991, las joyas se expusieron junto a su sepulcro en el Castillo de Akershus.
En la ceremonia de bendición de Harald V y Sonia en la Catedral de Nidaros en 1991, las coronas del rey y la reina fueron colocadas a ambos lados del altar mayor.

## Custodia

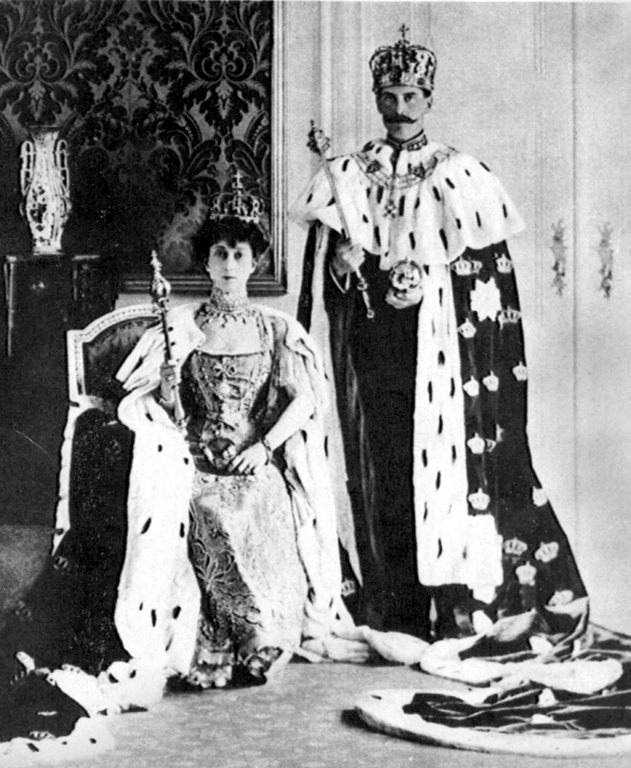
Haakon VII y Maud portando las joyas de la corona el día de su coronación (1906).

Carlos III Juan consideró que las joyas debían ser resguardadas en la Catedral de Nidaros, un edificio que se había vuelto de gran valor simbólico e histórico para el pueblo noruego. Fueron colocadas ahí, en la capilla del brazo sur del transepto, hasta 1825. El templo era húmedo y se hallaba en malas condiciones, por lo que las joyas fueron trasladadas al llamado recinto de las regalías en el Palacio del Arzobispo, al lado de la catedral. Tras pocos años fueron llevadas a una torre del Castillo de Akershus, en Oslo, y poco después a la bóveda de las oficinas centrales del Banco de Noruega, entonces situadas en Trondheim. En ese sitio permanecieron por cerca de 150 años, y solo eran sacadas en contadas ocasiones. Hasta donde se sabe, ahí estuvieron durante la Segunda Guerra Mundial, cuando Noruega fue ocupada por el ejército alemán.
En 1988 las joyas salieron de su encierro para ser llevadas nuevamente a la Catedral de Nidaros -entonces ya bastante restaurada- y exponerlas al público en la torre norte, bajo fuertes medidas de seguridad. La reinstalación de las joyas en la catedral confirmaba la posición de esta como iglesia de coronación. Con todo, las condiciones para su conservación no fueron las ideales y fueron finalmente trasladadas al Palacio del Arzobispo, donde se instaló una exposición permanente a partir de la conmemoración del centésimo aniversario de la coronación de Haakon VII y Maud (junio de 2006).
Desde 2003, la responsabilidad de la custodia de las joyas corresponde al Departamento de Cultura y de Asuntos Eclesiásticos del gobierno noruego.
Ya no existe en Noruega la tradición de coronar físicamente a los monarcas, la cual quedó obsoleta tras el reinado de Haakon VII abuelo del actual rey. Actualmente la corona es mostrada simbólicamente junto a las otras joyas en un cojín durante la ceremonia de bendición del nuevo monarca. Hasta 1974 también se mostraba en la apertura del Parlamento. Los mantos reales también están en desuso.